# Stomatium alboroseum
Stomatium alboroseum är en isörtsväxtart som beskrevs av L. Bol. Stomatium alboroseum ingår i släktet Stomatium och familjen isörtsväxter. Inga underarter finns listade i Catalogue of Life.